# Hildrizhausen
Hildrizhausen település Németországban, azon belül Baden-Württembergben. Lakosainak száma 3676 fő (2023. december 31.).

## Népesség
A település népessége az elmúlt években az alábbi módon változott:
| Lakosok száma | 1656 | 1911 | 2362 | 2894 | 2865 | 3171 | 3457 | 3692 | 3498 | 3676 |
|               | 1961 | 1967 | 1974 | 1980 | 1987 | 1993 | 2000 | 2006 | 2013 | 2023 |